# Gaokao

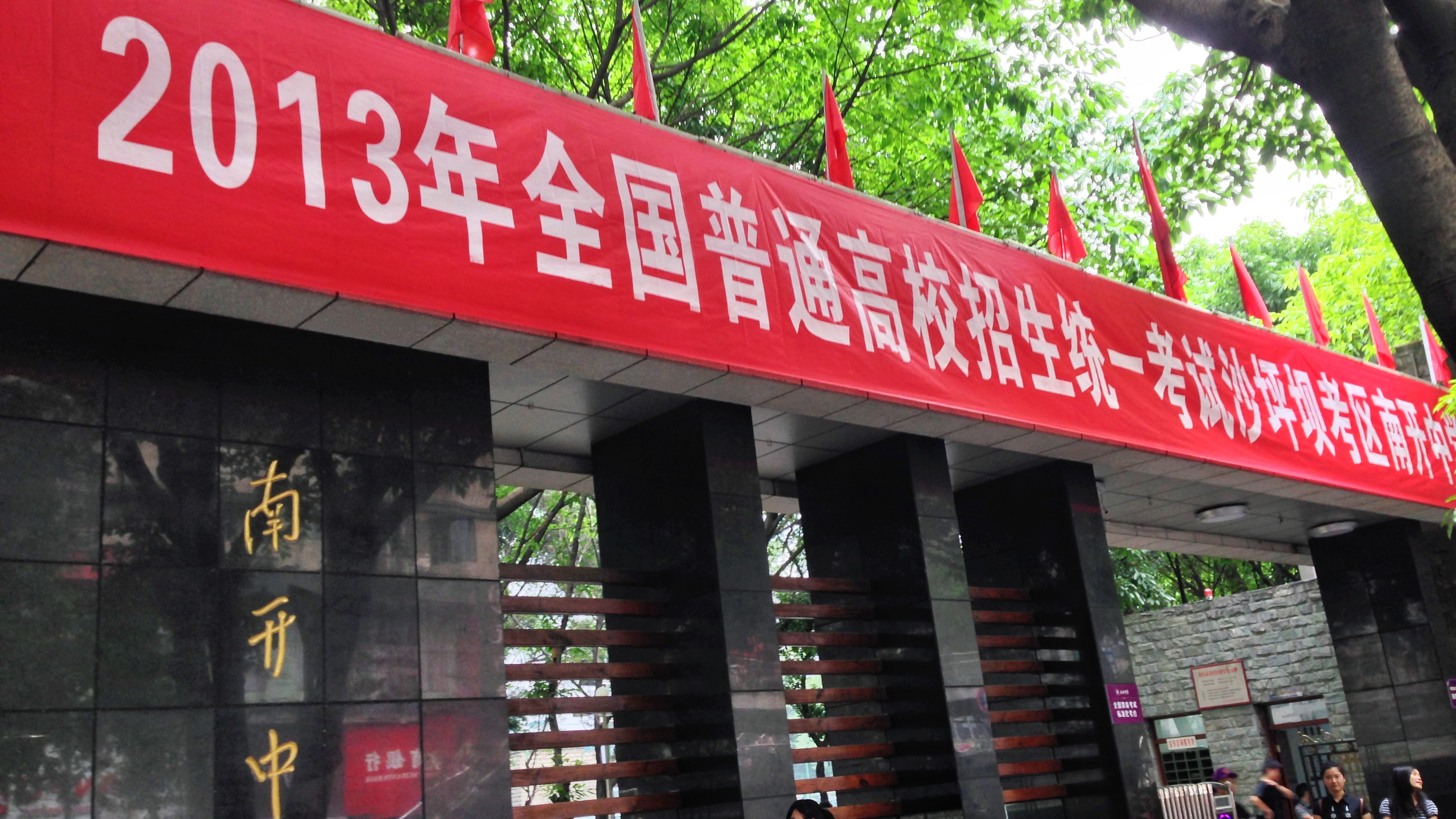
Banderoll i Chongqing som markerar provstället 2013.

Gaokao (kinesiska 高考 gāokǎo), officiellt det nationella inträdesprovet (kinesiska 普通高等学校招生全国统一考试 pǔtōng gāoděng xuéxiào zhāoshēng quánguó tǒngyī kǎoshì), är ett öppet nationellt högskoleprov som ordnas årligen i folkrepubliken Kina. Provet kan jämföras med det amerikanska SAT, brittiska A-level, eller svenska Högskoleprovet.

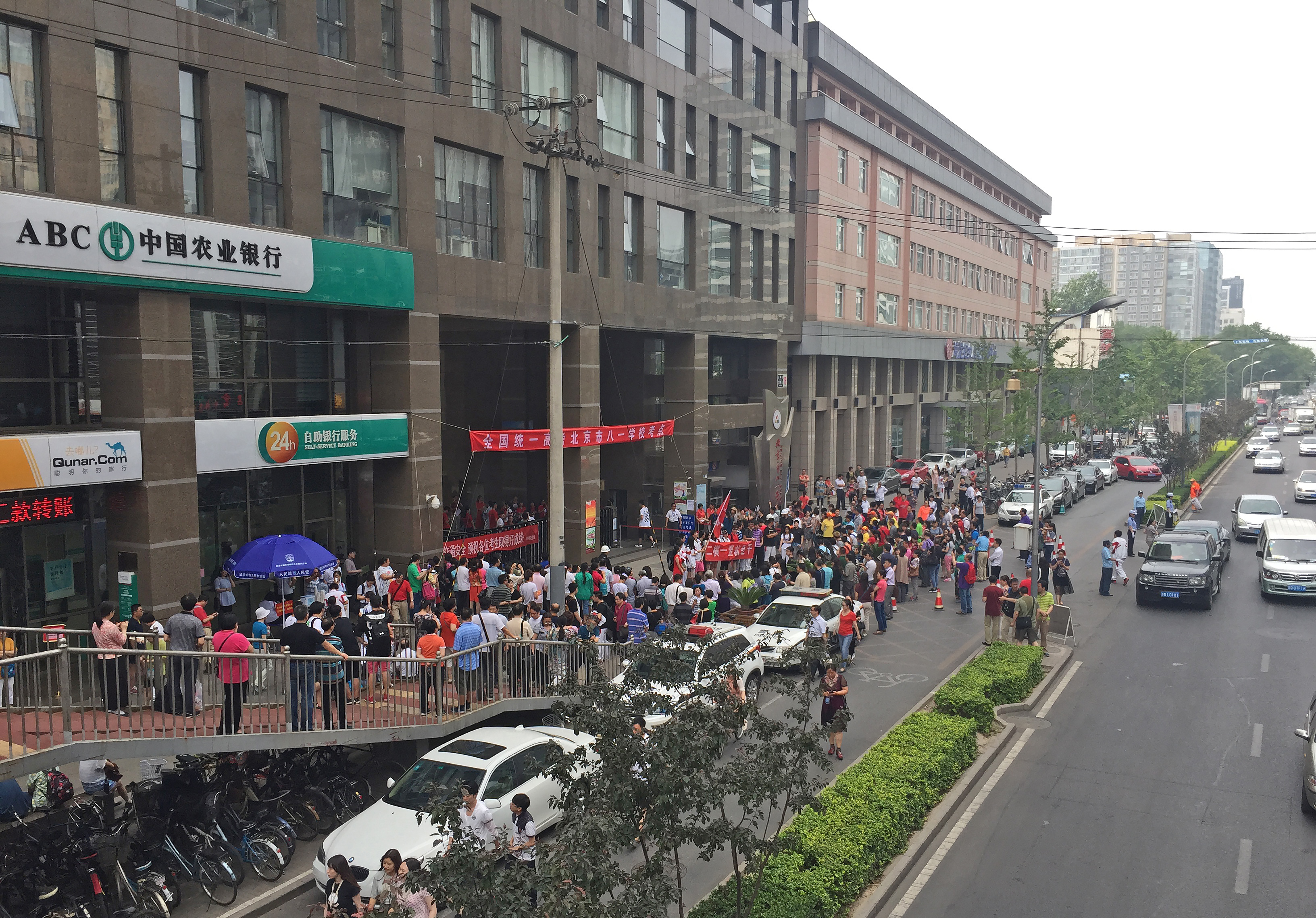
Gaokao i Peking 2016.

Provet tar oftast två dagar och anses vara det viktigaste provet för kinesiska gymnasister. Provets resultat är i stort sett den enda vägen till vissa högskolor och sedan till högavlönade arbeten. Därför tar speciellt de underprivilegierade studenterna provet på stort allvar.. Om studenterna inte får en plats på en högskola kan de antingen beviljas att fortsätta studierna ett extra år eller bli tvungna att avlägga examen och söka arbete.
Ämnen som testas i gaokao inkluderar kinesiska, matematik och engelska. Bland valfria ämnen finns naturvetenskaper och de fria konsterna.
Under gaokao stängs alla fabriker och byggnadsplatser nära provområdet. Vidare övervakar poliser att studenterna får vara i fred och att bilisterna inte tutar.
Enligt statsägda nyhetsbyrån Xinhua deltog 10 miljoner kinesiska studenter i gaokao 2019.
På grund av coronapandemin senarelades gaokao en månad i hela landet. I provinsen Hubei, där epidemin härjat som värst i Kina, bestämde myndigheterna sin egen tidtabell för provet..

## Kritik
Största delen av studenterna är 18-åriga. Trycket på studenterna är hårt, och stressen som stammar från gaokao har kopplats till en ökning av depression och antal självmord. Att fuska i gaokao är brottsligt och kan leda till fängelsestraff på sju år.
Gaokao har kritiserats för att vara en del av regeringens narrativ där en illusion om social rörlighet genom ett prov som mäter studenternas talang oberoende av deras bakgrund gör det lättare för regeringen att kontrollera Kinas befolkning. Gaokao antas också gynna repetition och utantillinlärning mer än kritiskt tänkande och analysförmåga..
Studenternas bakgrund anses spela roll för deras resultat på provet: fattigare studenter från landsbygden har sämre färdigheter än rikare studenter från mer urbaniserade områden. Också klyftan mellan Kinas bästa och lägre rankade universitet anses vara enorm..